# 趙懿安
趙 懿安（ちょう いあん）は、北宋の仁宗の七女。

## 経歴
御侍馮氏（後に始平郡君・賢妃となった）の次女として生まれた。
慶暦3年（1043年）に生まれた。慶暦4年（1044年）5月13日に出家し、崇因保祐大師の道号を贈られたが、翌日に夭折した。隋国公主の位を追贈された。
嘉祐4年（1059年）12月に呉国公主の位を再追贈された。治平元年（1064年）6月、再従兄の英宗から燕国長公主の位を再追贈された。元符3年（1100年）3月、徽宗から魯国大長公主の位を再追贈された。政和4年（1114年）12月、荘夷大長帝姫の位を再追贈された。

## 伝記資料
- 『續資治通鑑長編』
- 『宋会要輯稿』